# Звягельський замок
Звягельський замок — залишки замку в місті Звягель.

## Історія
На початку XVI століття містом володіли князі Острозькі. Саме князь Костянтин Острозький 1507 р. почав будувати Звягельський замок, навколо якого й розкинулося місто. Замок був розташований на високій скелі над річкою Случ і мав високу оборонну здатність. Перший камінь фортеці сам князь власноручно заклав в основу замку на території своїх волинських володінь в XVI столітті. 1600 року Звягель увійшов до складу Речі Посполитої.
Та під час Визвольної війни під проводом Богдана Хмельницького, українські козаки, очолювані Максимом Кривоносом, захопили Звягельський замок. Під час штурму було зруйновано кілька замкових веж і частина стіни. Кілька років козаки контролювали замок.
Його гарнізон складався з 4000 козаків, а сам замок був на кордоні між визволеними українськими землями та Річчю Посполитою, отже мав неабияке оборонне значення. Але війни спустошили місто, і 1675 року у Звягелі мешкало лише 200—250 жителів. А ці землі згодом знову відійшли до Польщі.
У 20-х роках XVIII століття замок перейшов у власність феодалів Любомирських. 1738 року Станіслав Любомирський перетворив військову оборонну споруду на мисливський замок. А 1753 року частину замкового муру розібрали і з цього каменю побудували костел.
У радянські часи мальовничі місця, де знаходилися руїни Звягельського замку, використовували як зони відпочинку. Вежу і частину стін фортеці пізніше реконструювали на згадку про колись могутню фортецю. Але, усі елементи будівлі не мають нічого спільного з оригінальними старовинними спорудами. Тут установили пам'ятний знак.
Наприкінці 1980-х років була реставрована фортечна стіна і одна з її оборонних веж, а прилегла до неї територія була упорядкована і перетворена в зону відпочинку.